# Тузлівська волость (Одеський повіт)
Тузлівська волость — історична адміністративно-територіальна одиниця Одеського повіту Херсонської губернії.
Станом на 1886 рік складалася з 8 поселень, 7 сільських громад. Населення — 2969 осіб (1459 осіб чоловічої статі та 1510 — жіночої), 475 дворових господарств.
|                     | Площа, десятин | У тому числі орної, дес. |
| ------------------- | -------------- | ------------------------ |
| Сільських громад    | 5716           | 1911                     |
| Приватної власності | 27032          | 15551                    |
| Казенної власності  | —              | —                        |
| Іншої власності     | 245            | 240                      |
| Загалом             | 32993          | 17702                    |

Найбільші поселення волості:
- Тузли — село при Солоному озері за 60 верст від повітового міста, 679 осіб, 94 двори, православна церква, лавка. За 8 верст — лавка. За 15 верст — земська станція, лавка.
- Аджіяск — село при Чорному морі, 692 особи, 118 дворів, 2 лавки.
- Коза — село при Березанському лимані, 627 осіб, 102 двори.
- Троїцьке (Коблеве) — містечко при Тилігульському лимані, 586 осіб, 95 дворів, православна церква, школа, 2 лавки.